# Apogon quartus
 Apogon quartus és una espècie de peix de la família dels apogònids i de l'ordre dels perciformes.

## Hàbitat
És una espècie marina que viu entre els 58 i 61 m de fondària.

## Distribució geogràfica
Es troba a l'oest de l'oceà Índic.